# Cebus versicolor
Cebus versicolor är en kapucin som förekommer i norra Sydamerika. Taxonet behandlades tidigare som underart eller synonym till vitpannad kapucin (Cebus albifrons) men kategoriseras sedan början av 2010-talet som egen art.

## Utseende
Individerna blir 45 till 50,5 cm långa (huvud och bål) och har en 42 till 45,5 cm lång svans. Viktuppgifter saknas. Pälsen är mörkare jämförd med Cebus cesarae som förekommer längre norrut. Trots allt är pälsfärgen ganska ljus. Ryggens mitt och de främre överarmarna har en röd skugga.

## Utbredning och ekologi
Arten förekommer i centrala Colombia vid Magdalenafloden och Caucafloden. Vid norra gränsen av utbredningsområdet ligger Catatumbo Barí nationalpark och eventuellt lever några flockar där. Den vistas i fuktiga skogar och i träskmarker med palmer i låglandet. Levnadssättet antas vara lika som hos andra kapuciner.

## Status och hot
Hela beståndet listas av IUCN som starkt hotad (EN).